# Crotalaria annua
Crotalaria annua är en ärtväxtart som beskrevs av Milne-redh.. Crotalaria annua ingår i släktet sunnhampor, och familjen ärtväxter. Inga underarter finns listade i Catalogue of Life.